# José Antonio Segebre
José Antonio Segebre Berardinelli (Barranquilla, 7 de junio de 1964) es un político, empresario y abogado colombiano. Fue gobernador de Atlántico desde el 1 de enero de 2012 hasta el 31 de diciembre de 2015.

## Biografía
Segebre estudió Derecho en la Universidad del Norte y realizó una maestría en Estudios Políticos y Económicos de la misma Universidad. También ha realizado diplomados en Alta Gerencia, Gerencia Política y Gobernabilidad en la Universidad del Rosario y en la Universidad George Washington de Estados Unidos. Fue profesor de la Universidad del Norte y la Universidad de la Costa.
En 2011 Segebre se lanzó como candidato a la gobernación del Atlántico por el Partido Liberal en alianza con el Partido Verde y la Alianza Social Independiente (ASI).  Segebre ganó las elecciones superando a Jaime Amín (candidato del Partido Social de Unidad Nacional  en alianza con el Partido Conservador y el Partido Cambio Radical)  con un total de 337.473 votos.
Su carrera política principió en 1990 cuando fue elegido asambleísta en el Departamento  del Atlántico por el Movimiento Nuevo Liberalismo de Luis Carlos Galán Sarmiento. En 1998 se lanzó como candidato a la Cámara de Representantes, por el movimiento galanista Nueva Colombia, en alianza con el candidato Efraín Cepeda Sarabia quien se lanzó al Senado por la pastranista Nueva Fuerza Democrática, sin embargo Segebre no resultó elegido.
Segebre ha sido el director del Centro de Estudios para la Renovación de Colombia, director nacional del Movimiento Nueva Colombia y director de juventudes del Movimiento Nuevo Liberalismo.
Además de lo anterior, se destaca dentro de su trayectoria profesional haber sido profesor de Régimen y Partidos Políticos y de Ciencia Política,  en la Universidad del Norte y la Corporación Universitaria de la Costa, consultor de empresas privadas de servicios públicos y empresario de proyectos urbanísticos en Barranquilla y Santa Marta por más de 20 años. Segebre está casado con Patricia Abudinén y tiene tres hijos.